# Tipsport Hockey Cup 2009
Tipsport Hockey Cup 2009 je hokejový turnaj konající se v roce 2009. Pohár začíná 4. srpna a končí 1. září.

## Skupiny

### Skupina A
| Poř. | Tým                            | Z | V | VP | PP | P | VG | OG | B |
| ---- | ------------------------------ | - | - | -- | -- | - | -- | -- | - |
| 1.   | HC Sparta Praha                | 4 | 2 | 1  | 0  | 1 | 12 | 10 | 8 |
| 2.   | HC Mountfield České Budějovice | 4 | 2 | 0  | 2  | 0 | 8  | 6  | 8 |
| 3.   | HC Plzeň 1929                  | 4 | 1 | 2  | 0  | 1 | 9  | 6  | 7 |
| 4.   | HC VCES Hradec Králové         | 4 | 1 | 0  | 1  | 2 | 8  | 15 | 4 |
| 5.   | KLH Chomutov                   | 4 | 1 | 0  | 0  | 3 | 7  | 7  | 3 |

| 4.8.2009 | HC Plzeň 1929 | 3 : 2 na SN            | HC VCES Hradec Králové | ČEZ Arena |
|          | HC Plzeň 1929 | (0 : 1, 1 : 0 - 0 : 0) | HC VCES Hradec Králové |           |

| Souhrn zápasu | Souhrn zápasu                                | Souhrn zápasu | Souhrn zápasu         | Souhrn zápasu                  |
| ------------- | -------------------------------------------- | ------------- | --------------------- | ------------------------------ |
|               | 40. Pitule 41. M. Heřman rozh. nájezd Vlasák |               | 15. Berger 23. Volráb | Diváků: 1256 Rozhodčí: Šindler |

| 4.8.2009 | HC Mountfield České Budějovice | 1 : 0          | KLH Chomutov | Budvar aréna |
|          | HC Mountfield České Budějovice | (1 : 0, 0 : 0) | KLH Chomutov |              |

| Souhrn zápasu | Souhrn zápasu | Souhrn zápasu | Souhrn zápasu | Souhrn zápasu                 |
| ------------- | ------------- | ------------- | ------------- | ----------------------------- |
|               | 8. Poživil    |               |               | Diváků: 1961 Rozhodčí: Pešina |

| 6.8.2009 | HC Sparta Praha | 2 : 0          | HC Plzeň 1929 | Tesla Arena |
|          | HC Sparta Praha | (0 : 0, 1 : 0) | HC Plzeň 1929 |             |

| Souhrn zápasu | Souhrn zápasu        | Souhrn zápasu | Souhrn zápasu | Souhrn zápasu |
| ------------- | -------------------- | ------------- | ------------- | ------------- |
|               | 28. Hrdel 47. Hromas |               |               |               |

| 6.8.2009 | HC VCES Hradec Králové | 0 : 3                 | HC Mountfield České Budějovice | Zimní stadion Hradec Králové |
|          | HC VCES Hradec Králové | (0 : 0, 0 : 2, 0 : 1) | HC Mountfield České Budějovice |                              |

| Souhrn zápasu | Souhrn zápasu | Souhrn zápasu | Souhrn zápasu                   | Souhrn zápasu |
| ------------- | ------------- | ------------- | ------------------------------- | ------------- |
|               |               |               | 33. Vak 39. Červený 47. Hřebejk |               |

| 8.8.2009 | HC Plzeň 1929 | 3 : 2 po prodl.               | HC Mountfield České Budějovice | ČEZ Arena |
|          | HC Plzeň 1929 | (1 : 1, 1 : 1, 0 : 0 - 1 : 0) | HC Mountfield České Budějovice |           |

| Souhrn zápasu | Souhrn zápasu                          | Souhrn zápasu | Souhrn zápasu        | Souhrn zápasu |
| ------------- | -------------------------------------- | ------------- | -------------------- | ------------- |
|               | 14. Stránský 25. Kracík 61. Bomersback |               | 10. Kotrla 33. Gulaš |               |

| 11.8.2009 | HC Mountfield České Budějovice | 2 : 3 po prodl.               | HC Sparta Praha | Budvar aréna |
|           | HC Mountfield České Budějovice | (0 : 0, 1 : 2, 1 : 0 - 0 : 1) | HC Sparta Praha |              |

| Souhrn zápasu | Souhrn zápasu                     | Souhrn zápasu | Souhrn zápasu      | Souhrn zápasu                 |
| ------------- | --------------------------------- | ------------- | ------------------ | ----------------------------- |
|               | 24. Bolf 32. Hrdel 62. Langhammer |               | 28. Květoň 51. Vak | Diváků: 2117 Rozhodčí: Lacina |

| 11.8.2009 | KLH Chomutov | 5 : 0                 | HC VCES Hradec Králové | ČEZ Stadion Chomutov |
|           | KLH Chomutov | (2 : 0, 1 : 0, 2 : 0) | HC VCES Hradec Králové |                      |

| Souhrn zápasu | Souhrn zápasu                                             | Souhrn zápasu | Souhrn zápasu | Souhrn zápasu                |
| ------------- | --------------------------------------------------------- | ------------- | ------------- | ---------------------------- |
|               | 5. Tauš 19. Jeslínek 32. Mazanec 47. Skořepa 49. Mikšovic |               |               | Diváků: 724 Rozhodčí: Smitka |

| 13.8.2009 | HC Sparta Praha | 3 : 2                 | KLH Chomutov | Tesla Arena |
|           | HC Sparta Praha | (0 : 0, 3 : 1, 0 : 1) | KLH Chomutov |             |

| Souhrn zápasu | Souhrn zápasu                      | Souhrn zápasu | Souhrn zápasu       | Souhrn zápasu |
| ------------- | ---------------------------------- | ------------- | ------------------- | ------------- |
|               | 31. Ručinský 32. Hromas 39. Hlinka |               | 30. Míka 54. Pavlas |               |

| 18.8.2009 | KLH Chomutov | 0 : 3                 | HC Plzeň 1929 | ČEZ Stadion Chomutov |
|           | KLH Chomutov | (0 : 2, 0 : 1, 0 : 0) | HC Plzeň 1929 |                      |

| Souhrn zápasu | Souhrn zápasu                   | Souhrn zápasu | Souhrn zápasu | Souhrn zápasu                                                 |
| ------------- | ------------------------------- | ------------- | ------------- | ------------------------------------------------------------- |
|               | 11. Modrý 13. Heřman 25. Dvořák |               |               | Rozhodčí: Mirolsav Petružálek ml. - Jiří Rozlílek, Petr Mašek |

| 18.8.2009 | HC VCES Hradec Králové | 6 : 4                 | HC Sparta Praha | Zimní stadion Hradec Králové |
|           | HC VCES Hradec Králové | (1 : 0, 3 : 2, 2 : 2) | HC Sparta Praha |                              |

| Souhrn zápasu | Souhrn zápasu                                                     | Souhrn zápasu | Souhrn zápasu                          | Souhrn zápasu |
| ------------- | ----------------------------------------------------------------- | ------------- | -------------------------------------- | ------------- |
|               | 8. Moskal 28. Moskal 35. Roubík 37. Kadlec 56. Roubík 57. Florian |               | 24. Výborný 35. Tůma 47. Broš 59. Tůma |               |

### Skupina B
| Poř. | Tým                     | Z | V | VP | PP | P | VG | OG | B |
| ---- | ----------------------- | - | - | -- | -- | - | -- | -- | - |
| 1.   | HC Slovan Ústečtí Lvi   | 4 | 3 | 0  | 0  | 1 | 15 | 12 | 9 |
| 2.   | HC Energie Karlovy Vary | 4 | 3 | 0  | 0  | 1 | 18 | 12 | 9 |
| 3.   | HC Litvínov             | 4 | 1 | 1  | 0  | 2 | 14 | 15 | 5 |
| 4.   | Bílí Tygři Liberec      | 4 | 1 | 0  | 1  | 2 | 10 | 14 | 4 |
| 5.   | BK Mladá Boleslav       | 4 | 1 | 0  | 0  | 3 | 16 | 18 | 3 |

| 4.8.2009 | BK Mladá Boleslav | 4 : 5                 | HC Slovan Ústečtí Lvi | Metrostav Arena |
|          | BK Mladá Boleslav | (2 : 1, 1 : 3, 1 : 1) | HC Slovan Ústečtí Lvi |                 |

| Souhrn zápasu | Souhrn zápasu                             | Souhrn zápasu | Souhrn zápasu                                         | Souhrn zápasu                 |
| ------------- | ----------------------------------------- | ------------- | ----------------------------------------------------- | ----------------------------- |
|               | 6. Boháč 14. Kasík 28. Boháč 42. Bahenský |               | 16. O. Kříž 30. Mikulík 34. Janků 38. Šaffer 47. Kloz | Diváků: 1086 Rozhodčí: Smitka |

| 4.8.2009 | HC Energie Karlovy Vary | 4 : 2                 | Bílí Tygři Liberec | KV Arena |
|          | HC Energie Karlovy Vary | (1 : 0, 1 : 2, 2 : 0) | Bílí Tygři Liberec |          |

| Souhrn zápasu | Souhrn zápasu                                 | Souhrn zápasu | Souhrn zápasu          | Souhrn zápasu                   |
| ------------- | --------------------------------------------- | ------------- | ---------------------- | ------------------------------- |
|               | 8. Hluchý 28. Skuhravý 52. Němec 60. Skuhravý |               | 25. Bárta 33. Klimenta | Diváků: 3540 Rozhodčí: Zubzanda |

| 6.8.2009 | HC Litvínov | 5 : 4          | BK Mladá Boleslav | Zimní stadion Ivana Hlinky |
|          | HC Litvínov | (3 : 1, 1 : 2) | BK Mladá Boleslav |                            |

| Souhrn zápasu | Souhrn zápasu                                         | Souhrn zápasu | Souhrn zápasu                            | Souhrn zápasu |
| ------------- | ----------------------------------------------------- | ------------- | ---------------------------------------- | ------------- |
|               | 12. Rindoš 17. Černý 18. Jánský 33. Bojer 43. Přeučil |               | 4. Sýkora 36. Macho 49. Jindra 52. Boháč |               |

| 6.8.2009 | HC Slovan Ústečtí Lvi | 4 : 2                 | HC Energie Karlovy Vary | Zlatopramen Arena |
|          | HC Slovan Ústečtí Lvi | (1 : 2, 0 : 0, 3 : 0) | HC Energie Karlovy Vary |                   |

| Souhrn zápasu | Souhrn zápasu                            | Souhrn zápasu | Souhrn zápasu       | Souhrn zápasu |
| ------------- | ---------------------------------------- | ------------- | ------------------- | ------------- |
|               | 16. Hovorka 51. Šagát 52. Gýna 60. Alinč |               | 9. Zucker 19. Rohan |               |

| 7.8.2009 | HC Litvínov | 4 : 3 na SN            | Bílí Tygři Liberec | Zimní stadion Ivana Hlinky |
|          | HC Litvínov | (1 : 1, 1 : 1 - 0 : 0) | Bílí Tygři Liberec |                            |

| Souhrn zápasu | Souhrn zápasu                             | Souhrn zápasu | Souhrn zápasu                  | Souhrn zápasu |
| ------------- | ----------------------------------------- | ------------- | ------------------------------ | ------------- |
|               | 10. Gerhat 31. Kroupa 43. Přeučil SN Hűbl |               | 15. Jech 30. Moravec 47. Jareš |               |

| 11.8.2009 | Bílí Tygři Liberec | 3 : 2                 | HC Slovan Ústečtí Lvi | Tipsport Arena |
|           | Bílí Tygři Liberec | (1 : 2, 2 : 0, 0 : 0) | HC Slovan Ústečtí Lvi |                |

| Souhrn zápasu | Souhrn zápasu                        | Souhrn zápasu | Souhrn zápasu        | Souhrn zápasu |
| ------------- | ------------------------------------ | ------------- | -------------------- | ------------- |
|               | 15. Bartovič 27. Rýgl 40. Podkonický |               | 12. Novotný 20. Kříž |               |

| 13.8.2009 | BK Mladá Boleslav | 4 : 6                 | HC Energie Karlovy Vary | Metrostav Arena |
|           | BK Mladá Boleslav | (1 : 2, 1 : 2, 2 : 2) | HC Energie Karlovy Vary |                 |

| Souhrn zápasu | Souhrn zápasu                               | Souhrn zápasu | Souhrn zápasu                                                       | Souhrn zápasu |
| ------------- | ------------------------------------------- | ------------- | ------------------------------------------------------------------- | ------------- |
|               | 6. Boháč 25. Pabiška 41. Šterbák 43. Vrbata |               | 9. Skladaný 18. Kumstát 24. Haščák 39. Dej 45. Kristek 6é. Skladaný |               |

| 14.8.2009 | Bílí Tygři Liberec | 2:4                   | BK Mladá Boleslav | Tipsport Arena |
|           | Bílí Tygři Liberec | (0 : 1, 0 : 3, 0 : 1) | BK Mladá Boleslav |                |

| Souhrn zápasu | Souhrn zápasu               | Souhrn zápasu | Souhrn zápasu                                  | Souhrn zápasu |
| ------------- | --------------------------- | ------------- | ---------------------------------------------- | ------------- |
|               | 44. Podkonický 57. Klimenta |               | 16. Kotrba 22. Bahenský 40. Macho 40. Gajovský |               |

| 17.8.2009 | HC Energie Karlovy Vary | 6 : 2                 | HC Litvínov | KV Arena |
|           | HC Energie Karlovy Vary | (3 : 1, 3 : 1, 0 : 0) | HC Litvínov |          |

| Souhrn zápasu | Souhrn zápasu                                           | Souhrn zápasu | Souhrn zápasu           | Souhrn zápasu |
| ------------- | ------------------------------------------------------- | ------------- | ----------------------- | ------------- |
|               | 4. Dej 6. Hájek 13. Brňák 23. Hluchý 24. Košťál 25. Dej |               | 12. Trávníček 27. Lukeš |               |

| 19.8.2009 | HC Slovan Ústečtí Lvi | 4 : 3                 | HC Litvínov | Zlatopramen Arena |
|           | HC Slovan Ústečtí Lvi | (0 : 1, 2 : 0, 2 : 2) | HC Litvínov |                   |

| Souhrn zápasu | Souhrn zápasu                                   | Souhrn zápasu | Souhrn zápasu                         | Souhrn zápasu |
| ------------- | ----------------------------------------------- | ------------- | ------------------------------------- | ------------- |
|               | 28. Hovorka 33. Němeček 51. Sklenička 53. Alinč |               | 4. Kubinčák 48. Kubinčák 53. Kubinčák |               |

### Skupina C
| Poř. | Tým                 | Z | V | VP | PP | P | VG | OG | B |
| ---- | ------------------- | - | - | -- | -- | - | -- | -- | - |
| 1.   | HC Dukla Jihlava    | 4 | 3 | 0  | 0  | 1 | 9  | 6  | 9 |
| 2.   | HC Eaton Pardubice  | 4 | 2 | 0  | 1  | 1 | 10 | 6  | 7 |
| 3.   | HC Slavia Praha     | 4 | 1 | 1  | 1  | 1 | 12 | 12 | 6 |
| 4.   | HC GEUS OKNA Kladno | 4 | 2 | 0  | 0  | 2 | 12 | 10 | 6 |
| 5.   | HC Vrchlabí         | 4 | 0 | 1  | 0  | 3 | 5  | 14 | 2 |

| 4.8.2009 | HC GEUS OKNA Kladno | 6 : 1                 | HC Vrchlabí | ZS Kladno |
|          | HC GEUS OKNA Kladno | (2 : 0, 3 : 1, 1 : 0) | HC Vrchlabí |           |

| Souhrn zápasu | Souhrn zápasu                                                          | Souhrn zápasu | Souhrn zápasu | Souhrn zápasu               |
| ------------- | ---------------------------------------------------------------------- | ------------- | ------------- | --------------------------- |
|               | 12. Kalla 20. Bělohlav 24. Patera 32. Tenkrát 35. Kuchler 60. Bělohlav |               | 28. Hruška    | Diváků: 500 Rozhodčí: Fraňo |

| 6.8.2009 | HC Slavia Praha | 4 : 2                 | HC GEUS OKNA Kladno | O2 arena |
|          | HC Slavia Praha | (1 : 1, 1 : 0, 2 : 1) | HC GEUS OKNA Kladno |          |

| Souhrn zápasu | Souhrn zápasu                                 | Souhrn zápasu | Souhrn zápasu           | Souhrn zápasu |
| ------------- | --------------------------------------------- | ------------- | ----------------------- | ------------- |
|               | 8. Červenka 34. Endál 48. červenka 54. Čermák |               | 17. Majeský 50. Majeský |               |

| 6.8.2009 | HC Vrchlabí | 0 : 3                 | HC Eaton Pardubice | DD Elektromont Aréna |
|          | HC Vrchlabí | (0 : 2, 0 : 1, 0 : 0) | HC Eaton Pardubice |                      |

| Souhrn zápasu | Souhrn zápasu | Souhrn zápasu | Souhrn zápasu                 | Souhrn zápasu |
| ------------- | ------------- | ------------- | ----------------------------- | ------------- |
|               |               |               | 3. Bláha 5. Somík 35. Zohorna |               |

| 7.8.2009 | HC Eaton Pardubice | 3 : 0                 | HC Dukla Jihlava | Duhová arena |
|          | HC Eaton Pardubice | (0 : 0, 1 : 0, 2 : 0) | HC Dukla Jihlava |              |

| Souhrn zápasu | Souhrn zápasu                       | Souhrn zápasu | Souhrn zápasu | Souhrn zápasu |
| ------------- | ----------------------------------- | ------------- | ------------- | ------------- |
|               | 36. Kolář I 45. Cetkovský 59. Starý |               |               |               |

| 10.8.2009 | HC Eaton Pardubice | 2 : 3 na SN                   | HC Slavia Praha | Duhová arena |
|           | HC Eaton Pardubice | (1 : 1, 1 : 1, 0 : 0 - 0 : 0) | HC Slavia Praha |              |

| Souhrn zápasu | Souhrn zápasu         | Souhrn zápasu | Souhrn zápasu                     | Souhrn zápasu                                        |
| ------------- | --------------------- | ------------- | --------------------------------- | ---------------------------------------------------- |
|               | 1. Čáslava 31. Špirko |               | 4. Beránek 35. Doležal SN Růžička | Rozhodčí: Jan Hribik - Stanislav Barvíř, Petr Blümel |

| 11.8.2009 | HC Dukla Jihlava | 2 : 0                 | HC Vrchlabí |  |
|           | HC Dukla Jihlava | (1 : 0, 0 : 0, 1 : 0) | HC Vrchlabí |  |

| Souhrn zápasu | Souhrn zápasu     | Souhrn zápasu | Souhrn zápasu                 | Souhrn zápasu |
| ------------- | ----------------- | ------------- | ----------------------------- | ------------- |
|               | 16. Man 41. Bakus |               | Horácký zimní stadion Jihlava |               |

| 13.8.2009 | HC Slavia Praha | 2 : 4                 | HC Dukla Jihlava | O2 arena |
|           | HC Slavia Praha | (0 : 0, 2 : 2, 0 : 2) | HC Dukla Jihlava |          |

| Souhrn zápasu | Souhrn zápasu         | Souhrn zápasu | Souhrn zápasu                              | Souhrn zápasu |
| ------------- | --------------------- | ------------- | ------------------------------------------ | ------------- |
|               | 27. Vondrka 33. Micka |               | 21. Hodek 23. Fiedler 50. Hanzal 60. Hodek |               |

| 18.8.2009 | HC Dukla Jihlava | 3 : 1                 | HC GEUS OKNA Kladno | Horácký zimní stadion Jihlava |
|           | HC Dukla Jihlava | (1 : 0, 1 : 1, 1 : 0) | HC GEUS OKNA Kladno |                               |

| Souhrn zápasu | Souhrn zápasu                  | Souhrn zápasu | Souhrn zápasu | Souhrn zápasu |
| ------------- | ------------------------------ | ------------- | ------------- | ------------- |
|               | 17. Hodek 29. Hodek 59. Bezděk |               | 31. Majeský   |               |

| 18.8.2009 | HC Vrchlabí | 4 : 3 po prodl.               | HC Slavia Praha | DD Elektromont Aréna |
|           | HC Vrchlabí | (2 : 3, 0 : 0, 0 : 1 - 0 : 1) | HC Slavia Praha |                      |

| Souhrn zápasu | Souhrn zápasu                            | Souhrn zápasu | Souhrn zápasu                       | Souhrn zápasu |
| ------------- | ---------------------------------------- | ------------- | ----------------------------------- | ------------- |
|               | 6. Rusnák 16. Filip 48. Beck 62. Hubáček |               | 9. Ondráček 13. Ondráček 17. Kadlec |               |

| 21.8.2009 | HC GEUS OKNA Kladno | 3 : 2           | HC Eaton Pardubice | ZS Kladno |
|           | HC GEUS OKNA Kladno | (2:0, 1:2, 0:0) | HC Eaton Pardubice |           |

| Souhrn zápasu | Souhrn zápasu                     | Souhrn zápasu | Souhrn zápasu          | Souhrn zápasu               |
| ------------- | --------------------------------- | ------------- | ---------------------- | --------------------------- |
|               | 16. Tenkrát 17. Toman 33. Tenkrát |               | 24. Čáslava 40. Sýkora | Diváků: 600 Rozhodčí: Jílek |

### Skupina D
| Poř. | Tým                | Z | V | VP | PP | P | VG | OG | B  |
| ---- | ------------------ | - | - | -- | -- | - | -- | -- | -- |
| 1.   | PSG Zlín           | 4 | 3 | 0  | 1  | 0 | 23 | 10 | 10 |
| 2.   | HC Vítkovice Steel | 4 | 2 | 1  | 0  | 4 | 12 | 10 | 8  |
| 3.   | HC Oceláři Třinec  | 4 | 2 | 0  | 1  | 1 | 15 | 11 | 7  |
| 4.   | HC Kometa Brno     | 4 | 1 | 1  | 0  | 2 | 10 | 11 | 5  |
| 5.   | Orli Znojmo        | 4 | 0 | 0  | 0  | 4 | 5  | 20 | 0  |

| 4.8.2009 | HC Oceláři Třinec | 2 : 9                 | PSG Zlín | Werk Arena |
|          | HC Oceláři Třinec | (1 : 4, 0 : 4, 1 : 1) | PSG Zlín |            |

| Souhrn zápasu | Souhrn zápasu         | Souhrn zápasu | Souhrn zápasu                                                                              | Souhrn zápasu             |
| ------------- | --------------------- | ------------- | ------------------------------------------------------------------------------------------ | ------------------------- |
|               | 17. Peterek 60. Malec |               | 14. a 25. Balaštík 10. Leška 15. Köhler 18. Kubiš 31. Čech 39. Míka 39. Sivák 57. Rachůnek | Diváků: 764 Rozhodčí: Šír |

| 4.8.2009 | Orli Znojmo | 1 : 4                 | HC Kometa Brno | Hostan aréna Znojmo |
|          | Orli Znojmo | (1 : 0, 0 : 4, 0 : 0) | HC Kometa Brno |                     |

| Souhrn zápasu | Souhrn zápasu | Souhrn zápasu | Souhrn zápasu                             | Souhrn zápasu                  |
| ------------- | ------------- | ------------- | ----------------------------------------- | ------------------------------ |
|               | 18. Kýhos     |               | 21. Dopita 23. Korhoň 35. Mojžíš 37. Erat | Diváků: 3900 Rozhodčí: Jeřábek |

| 6.8.2009 | PSG Zlín | 7 : 2                 | Orli Znojmo | ZS Luďka Čajky |
|          | PSG Zlín | (2 : 0, 3 : 0, 2 : 2) | Orli Znojmo |                |

| Souhrn zápasu | Souhrn zápasu                                                   | Souhrn zápasu | Souhrn zápasu         | Souhrn zápasu |
| ------------- | --------------------------------------------------------------- | ------------- | --------------------- | ------------- |
|               | 1. Důras 2. Čech 26. Rachůnek 29. Balaštík 45. Důras 58. Galvas |               | 53. Sedlák 59. Sedlák |               |

| 6.8.2009 | HC Vítkovice Steel | 4 : 3 na SN                   | HC Oceláři Třinec | ČEZ Aréna |
|          | HC Vítkovice Steel | (0 : 0, 2 : 3, 1 : 0 - 0 : 0) | HC Oceláři Třinec |           |

| Souhrn zápasu | Souhrn zápasu                                 | Souhrn zápasu | Souhrn zápasu                    | Souhrn zápasu |
| ------------- | --------------------------------------------- | ------------- | -------------------------------- | ------------- |
|               | 24. Varaďa 35. Jurečka 52. Krenželok SN Ujčík |               | 27. Květoň 37. Hampl 38. Peterka |               |

| 11.8.2009 | Orli Znojmo | 2 : 3                 | HC Vítkovice Steel | Hostan aréna Znojmo |
|           | Orli Znojmo | (0 : 1, 2 : 1, 0 : 1) | HC Vítkovice Steel |                     |

| Souhrn zápasu | Souhrn zápasu             | Souhrn zápasu | Souhrn zápasu                    | Souhrn zápasu |
| ------------- | ------------------------- | ------------- | -------------------------------- | ------------- |
|               | 25. Vyletelka 25. Ostrčil |               | 14. Varaďa 28. Kvapil 55. Kvapil |               |

| 11.8.2009 | HC Kometa Brno | 4 : 3 po prodl.               | PSG Zlín | Zimní stadion Prostějov |
|           | HC Kometa Brno | (2 : 1, 1 : 0, 0 : 2 - 1 : 0) | PSG Zlín |                         |

| Souhrn zápasu | Souhrn zápasu                            | Souhrn zápasu | Souhrn zápasu                  | Souhrn zápasu |
| ------------- | ---------------------------------------- | ------------- | ------------------------------ | ------------- |
|               | 9. Erat 10. Procházka 21. Koma 65. Klimt |               | 1. Hamrlík 45. Kubiš 53. Sivák |               |

| 13.8.2009 | HC Oceláři Třinec | 6 : 0                 | Orli Znojmo | Werk Arena |
|           | HC Oceláři Třinec | (3 : 0, 1 : 0, 2 : 0) | Orli Znojmo |            |

| Souhrn zápasu | Souhrn zápasu                                                   | Souhrn zápasu | Souhrn zápasu | Souhrn zápasu |
| ------------- | --------------------------------------------------------------- | ------------- | ------------- | ------------- |
|               | 5. Malec 9. Peterek 16. Polanský 24. Kohn 44. Lojek 55. Peterek |               |               |               |

| 13.8.2009 | HC Vítkovice Steel | 3 : 1                 | HC Kometa Brno | ČEZ Aréna |
|           | HC Vítkovice Steel | (0 : 0, 2 : 1, 1 : 0) | HC Kometa Brno |           |

| Souhrn zápasu | Souhrn zápasu                    | Souhrn zápasu | Souhrn zápasu | Souhrn zápasu                                            |
| ------------- | -------------------------------- | ------------- | ------------- | -------------------------------------------------------- |
|               | 22. Hruška 30. Hruška 52. Kvapil |               | 31. Vorel     | Rozhodčí: René Hradil - Marek Hlavatý, Rudolf Tošenovjan |

| 18.8.2009 | PSG Zlín | 4 : 2                 | HC Vítkovice Steel | ZS Luďka Čajky |
|           | PSG Zlín | (2 : 2, 0 : 0, 2 : 0) | HC Vítkovice Steel |                |

| Souhrn zápasu | Souhrn zápasu                            | Souhrn zápasu | Souhrn zápasu          | Souhrn zápasu |
| ------------- | ---------------------------------------- | ------------- | ---------------------- | ------------- |
|               | 8. Čech 15. Balaštík 56. Sivák 60. Leška |               | 7. Strapáč 7. Štefanka |               |

| 18.8.2009 | HC Kometa Brno | 1 : 4                 | HC Oceláři Třinec | Zimní stadion Blansko |
|           | HC Kometa Brno | (0 : 1, 1 : 1, 0 : 2) | HC Oceláři Třinec |                       |

| Souhrn zápasu | Souhrn zápasu | Souhrn zápasu | Souhrn zápasu                           | Souhrn zápasu |
| ------------- | ------------- | ------------- | --------------------------------------- | ------------- |
|               | 25. Selingr   |               | 4. Tomas 31. Květoň 41. Balej 50. Balej |               |

## Vyřazovací část

### Semifinále
| 25.8.2009 | HC Sparta Praha | 5 : 4                 | HC Slovan Ústečtí Lvi | Tesla Arena |
| 18:10     | HC Sparta Praha | (4 : 0, 0 : 2, 1 : 2) | HC Slovan Ústečtí Lvi |             |

| Souhrn zápasu Report | Souhrn zápasu Report                                       | Souhrn zápasu Report | Souhrn zápasu Report                       | Souhrn zápasu Report                                                              |
| -------------------- | ---------------------------------------------------------- | -------------------- | ------------------------------------------ | --------------------------------------------------------------------------------- |
|                      | 12. Hromas 13. Výborný 16. Černošek 20. Ručinský 60. Hrdel |                      | 32. Kloz 38. Heřman 57. Pšurný 58. Mikulík | Diváků: 1000 Rozhodčí: Martin Fraňo, Vladimír Pešina - Miloš Bádal, Roman, Pouzar |

| 26.8.2009 | HC Dukla Jihlava | 0 : 6                 | PSG Zlín | Horácký zimní stadion Jihlava |
| 18:10     | HC Dukla Jihlava | (0 : 3, 0 : 2, 0 : 1) | PSG Zlín |                               |

| Souhrn zápasu Report | Souhrn zápasu Report | Souhrn zápasu Report | Souhrn zápasu Report                                                   | Souhrn zápasu Report                                                               |
| -------------------- | -------------------- | -------------------- | ---------------------------------------------------------------------- | ---------------------------------------------------------------------------------- |
|                      |                      |                      | 14. Rachůnek 14. Kollár 19. Rachůnek 23. Finsterle 35. Důras 47. Důras | Diváků: 1413 Rozhodčí: Jan Hribik, Antonín Jeřábek - Stanislav Barvíř, Petr Blümel |

### Finále
| 1.9.2009 | HC Sparta Praha | 2 : 1         | PSG Zlín | Tesla Arena |
| 18:10    | HC Sparta Praha | 1:0, 0:0, 1:1 | PSG Zlín |             |

| Souhrn zápasu | Souhrn zápasu          | Souhrn zápasu | Souhrn zápasu | Souhrn zápasu                                                                          |
| ------------- | ---------------------- | ------------- | ------------- | -------------------------------------------------------------------------------------- |
|               | 10. Netík 46. Ručinský |               | 49. Rachůnek  | Diváků: 1057 Rozhodčí: Martin Fraňo, Antonín Jeřábek -Petr Charvát, František Kalivoda |